# Klaas Nuninga
Klaas Nuninga (ur. 7 listopada 1940 w Winschoten) – holenderski piłkarz grający na pozycji napastnika. W swojej karierze rozegrał 19 meczów w reprezentacji Holandii i strzelił w niej 4 gole.

## Kariera klubowa
Swoją karierę piłkarską Nuninga rozpoczynał w klubach WVV 1896 i Be Quick 1887. Następnie został zawodnikiem GVAV-Rapiditas z Groningen. 20 sierpnia 1961 zadebiutował w jego barwach w rozgrywkach Eredivisie w zremisowanym 2:2 domowym meczu z Blauw-Wit Amsterdam. Od czasu debiutu był podstawowym zawodnikiem GVAV-Rapiditas. W klubie tym grał do końca sezonu 1963/1964.
Latem 1964 roku Nuninga przeszedł do Ajaxu Amsterdam. Swój debiut w nim zanotował 23 sierpnia 1964 w zwycięskim 4:1 domowym meczu z Go Ahead Eagles. W debiucie strzelił gola. W sezonie 1965/1966 wywalczył z Ajaksem swój pierwszy w karierze tytuł mistrza kraju. Ligę holenderską z klubem z Amsterdamu wygrywał również w sezonach 1966/1967 i 1967/1968. W 1967 roku zdobył też Puchar Holandii. W maju 1969 wystąpił w przegranym 1:4 finale Pucharu Europy z Milanem.
Latem 1969 roku Nuninga odszedł z Ajaksu do AFC DWS. W klubie tym zadebiutował 10 sierpnia 1969 w przegranym 0:1 domowym spotkaniu z NAC Breda. W DWS grał do końca swojej kariery, czyli do końca sezonu 1971/1972.
| Sezon   | Klub           | Kraj     | Rozgrywki  | Mecze | Bramki |
| ------- | -------------- | -------- | ---------- | ----- | ------ |
| 1961/62 | GVAV-Rapiditas | Holandia | Eredivisie | 34    | 8      |
| 1962/63 | GVAV-Rapiditas | Holandia | Eredivisie | 25    | 14     |
| 1963/64 | GVAV-Rapiditas | Holandia | Eredivisie | 29    | 14     |
| 1964/65 | AFC Ajax       | Holandia | Eredivisie | 29    | 14     |
| 1965/66 | AFC Ajax       | Holandia | Eredivisie | 26    | 15     |
| 1966/67 | AFC Ajax       | Holandia | Eredivisie | 34    | 21     |
| 1967/68 | AFC Ajax       | Holandia | Eredivisie | 32    | 13     |
| 1968/69 | AFC Ajax       | Holandia | Eredivisie | 29    | 10     |
| 1969/70 | AFC DWS        | Holandia | Eredivisie | 29    | 4      |
| 1970/71 | AFC DWS        | Holandia | Eredivisie | 29    | 1      |
| 1971/72 | AFC DWS        | Holandia | Eredivisie | 30    | 2      |

## Kariera reprezentacyjna
W reprezentacji Holandii Nuninga zadebiutował 11 września 1963 roku w zremisowanym 1:1 meczu eliminacji do Euro 64 z Luksemburgiem, rozegranym w Amsterdamie. W debiucie zdobył gola. W swojej karierze grał też w: eliminacjach do MŚ 1966 i do Euro 68. Od 1963 do 1967 roku rozegrał w kadrze narodowej 19 meczów i strzelił 4 gole.
| Mecze i gole w reprezentacji | Mecze i gole w reprezentacji | Mecze i gole w reprezentacji | Mecze i gole w reprezentacji | Mecze i gole w reprezentacji | Mecze i gole w reprezentacji | Mecze i gole w reprezentacji |
| #                            | Data                         | Stadion                      | Rywal                        | Wynik                        | Gol                          | Rozgrywki                    |
| 1963                         | 1963                         | 1963                         | 1963                         | 1963                         | 1963                         | 1963                         |
| ---------------------------- | ---------------------------- | ---------------------------- | ---------------------------- | ---------------------------- | ---------------------------- | ---------------------------- |
| 1.                           | 11.09.1963                   | Amsterdam, Holandia          | Luksemburg                   | 1:1                          | 1                            | el. ME 1964                  |
| 1964                         |                              |                              |                              |                              |                              |                              |
| 2.                           | 22.03.1964                   | Antwerpia, Belgia            | Belgia                       | 0:0                          | 0                            | towarzyski                   |
| 3.                           | 12.04.1964                   | Amsterdam, Holandia          | Austria                      | 1:1                          | 1                            | towarzyski                   |
| 4.                           | 29.04.1964                   | Rotterdam, Holandia          | Szwecja                      | 0:1                          | 0                            | towarzyski                   |
| 5.                           | 24.05.1964                   | Rotterdam, Holandia          | Albania                      | 2:0                          | 0                            | el. MŚ 1966                  |
| 6.                           | 09.12.1964                   | Amsterdam, Holandia          | Anglia                       | 1:1                          | 0                            | towarzyski                   |
| 1965                         |                              |                              |                              |                              |                              |                              |
| 7.                           | 26.01.1965                   | Tel Awiw, Izrael             | Izrael                       | 1:0                          | 0                            | towarzyski                   |
| 1966                         |                              |                              |                              |                              |                              |                              |
| 8.                           | 23.03.1966                   | Rotterdam, Holandia          | RFN                          | 2:4                          | 1                            | towarzyski                   |
| 9.                           | 17.04.1966                   | Rotterdam, Holandia          | Belgia                       | 3:1                          | 0                            | towarzyski                   |
| 10.                          | 11.05.1966                   | Glasgow, Szkocja             | Szkocja                      | 3:0                          | 1                            | towarzyski                   |
| 11.                          | 07.09.1966                   | Rotterdam, Holandia          | Węgry                        | 2:2                          | 0                            | el. ME 1968                  |
| 12.                          | 18.09.1966                   | Wiedeń, Austria              | Austria                      | 1:2                          | 0                            | towarzyski                   |
| 13.                          | 06.11.1966                   | Amsterdam, Holandia          | Czechosłowacja               | 1:2                          | 0                            | towarzyski                   |
| 14.                          | 30.11.1966                   | Rotterdam, Holandia          | Dania                        | 2:0                          | 0                            | el. ME 1968                  |
| 1967                         |                              |                              |                              |                              |                              |                              |
| 15.                          | 05.04.1967                   | Lipsk, NRD                   | NRD                          | 3:4                          | 0                            | el. ME 1968                  |
| 16.                          | 16.04.1967                   | Antwerpia, Belgia            | Belgia                       | 0:1                          | 0                            | towarzyski                   |
| 17.                          | 10.05.1967                   | Budapeszt, Węgry             | Węgry                        | 1:2                          | 0                            | el. ME 1968                  |
| 18.                          | 13.09.1967                   | Amsterdam, Holandia          | NRD                          | 1:0                          | 0                            | el. ME 1968                  |
| 19.                          | 04.10.1967                   | Kopenhaga, Dania             | Dania                        | 2:3                          | 0                            | el. ME 1968                  |